# Saga de São Torlaco
A Saga de São Torlaco (em islandês:  Þorláks saga) é uma saga islandesa que relata e examina a vida de São Torlaco, santo católico padroeiro da Islândia e bispo de Skálholt, que morreu em 1193.